# Новая Яцковщина (Чечерский район)
Новая Яцковщина (бел. Новая Яцкаўшчына) — деревня в Оторском сельсовете Чечерского района Гомельской области Беларуси.

## География

### Расположение
В 8 км на северо-запад от Чечерска, 45 км от железнодорожной станции Буда-Кошелёвская (на линии Гомель — Жлобин), 73 км от Гомеля.

## Транспортная сеть
Транспортные связи по просёлочной, затем автомобильной дороге Чечерск — Рысков. Планировка состоит из прямолинейной, ориентированной с юго-запада на северо-восток улицы. Застройка двусторонняя, деревянная, усадебного типа.

## История
Основана в начале XX века переселенцами из деревни Яцковщина, которая стала называться Старая Яцковщина. В 1926 году действовал почтовый пункт, в Яцковщинском сельсовете Чечерского района Гомельского округа. В 1929 году организован колхоз. 46 жителей погибли на фронтах Великой Отечественной войны. Согласно переписи 1959 года. В 1971 году в деревню переселена часть жителей не существующего в настоящее время посёлка Птичь. В составе колхоза «50 лет БССР» (центр — деревня Отор).

## Население

### Численность
- 2004 год — 48 хозяйств, 93 жителя.

### Динамика
- 1926 год — 33 двора, 196 жителей.
- 1959 год — 314 жителей (согласно переписи).
- 2004 год — 48 хозяйств, 93 жителя.